# Чако (птах)
Ча́ко (Saltatricula multicolor) — вид горобцеподібних птахів родини саякових (Thraupidae). Мешкає в Південній Америці  .

## Опис

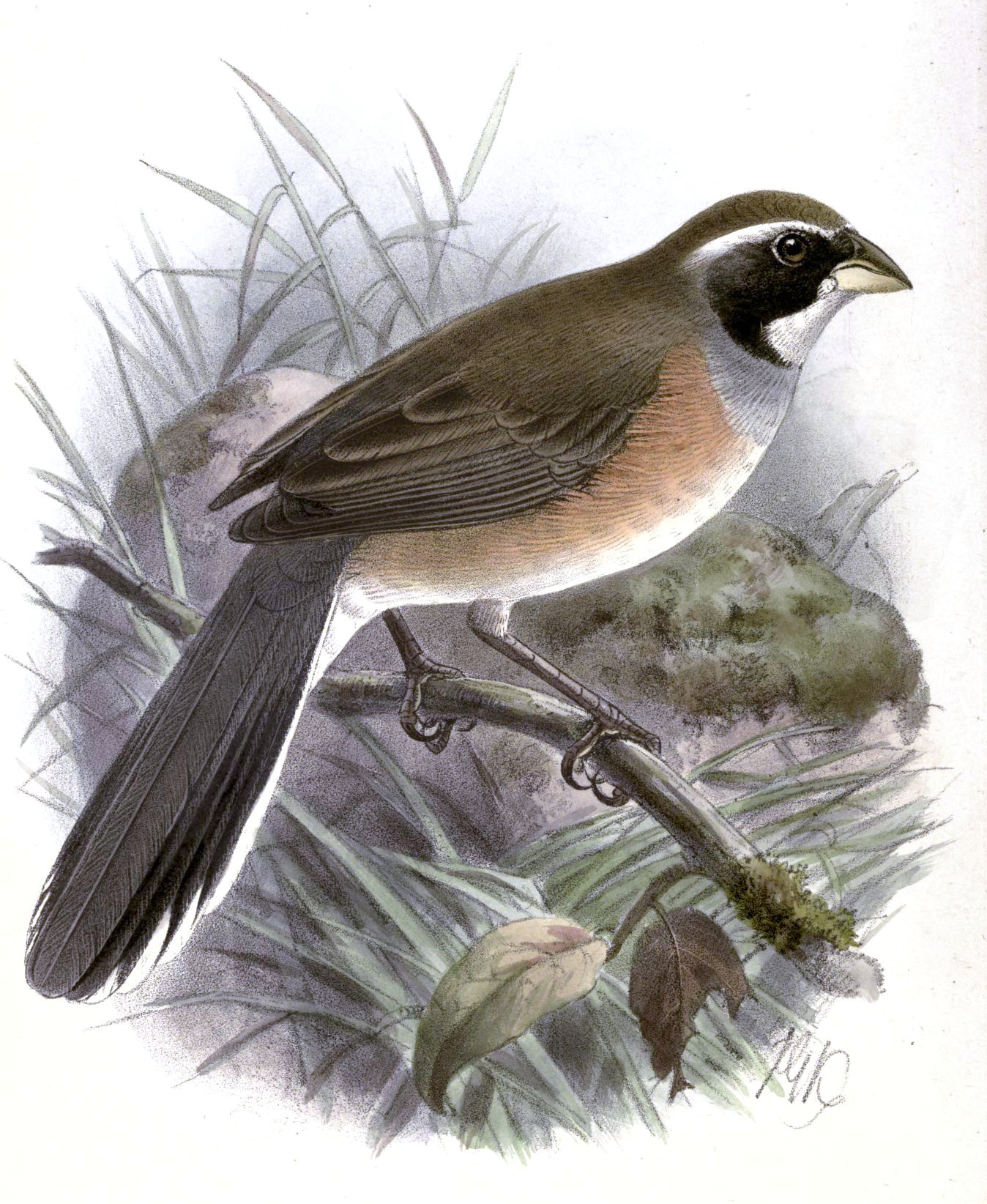
Чако

Довжина птаха становить 18 см, вага 25 г. Верхня частина тіла піщано-коричнева, за очима широкі білі смуги, на обличчі чорна "маска". Хвіст відносно довгий, східчастий, крайні стернові пера мають білі края. Центральна частина горла біла, бічні сторони шиї і грудей сірі, боки рожевувато-коричневі. У самців очі карі, дзьоб зверху сірий, знизу жовтий, лапи сірі. У молодих птахів дзьоб чорнуватий з тьмяно-жовтими краями.

## Поширення і екологія
Чако мешкають на південному сході Болівії (схід Санта-Крусу, Чукісака, Тариха), на заході Парагваю (на захід від річки Парагвай), на півночі Аргентини (на схід від передгір'їв Анд, на південь до Сан-Луїсу) та на північному заходу Уругваю, трапляються на крайньому південному заходу бразильського штату Ріу-Гранді-ду-Сул (Уругваяна). Вони живуть в сухих чагарнихкових заростях та на узліссях сухих тропічних лісів регіону Гран-Чако. Зустрічаються парами або невеликими зграйками, на висоті до 600 м над рівнем моря. Часто приєднуються до змішаних зграй птахів разом з вогнистими червоночубиками. Живляться переважно насінням, шукають їжу на землі.